# Popillia cerchnopyga
Popillia cerchnopyga är en skalbaggsart som beskrevs av Lin 1981. Popillia cerchnopyga ingår i släktet Popillia och familjen Rutelidae. Inga underarter finns listade i Catalogue of Life.